# کارایارکا
کارایارکا (به لاتین: Karayarka) یک منطقه مسکونی در جمهوری آذربایجان است که در شهرستان جلیل‌آباد واقع شده است.